# Nantigis
Nantigis – biskup Seo de Urgel od 899 roku do 914 roku.